# Прапор

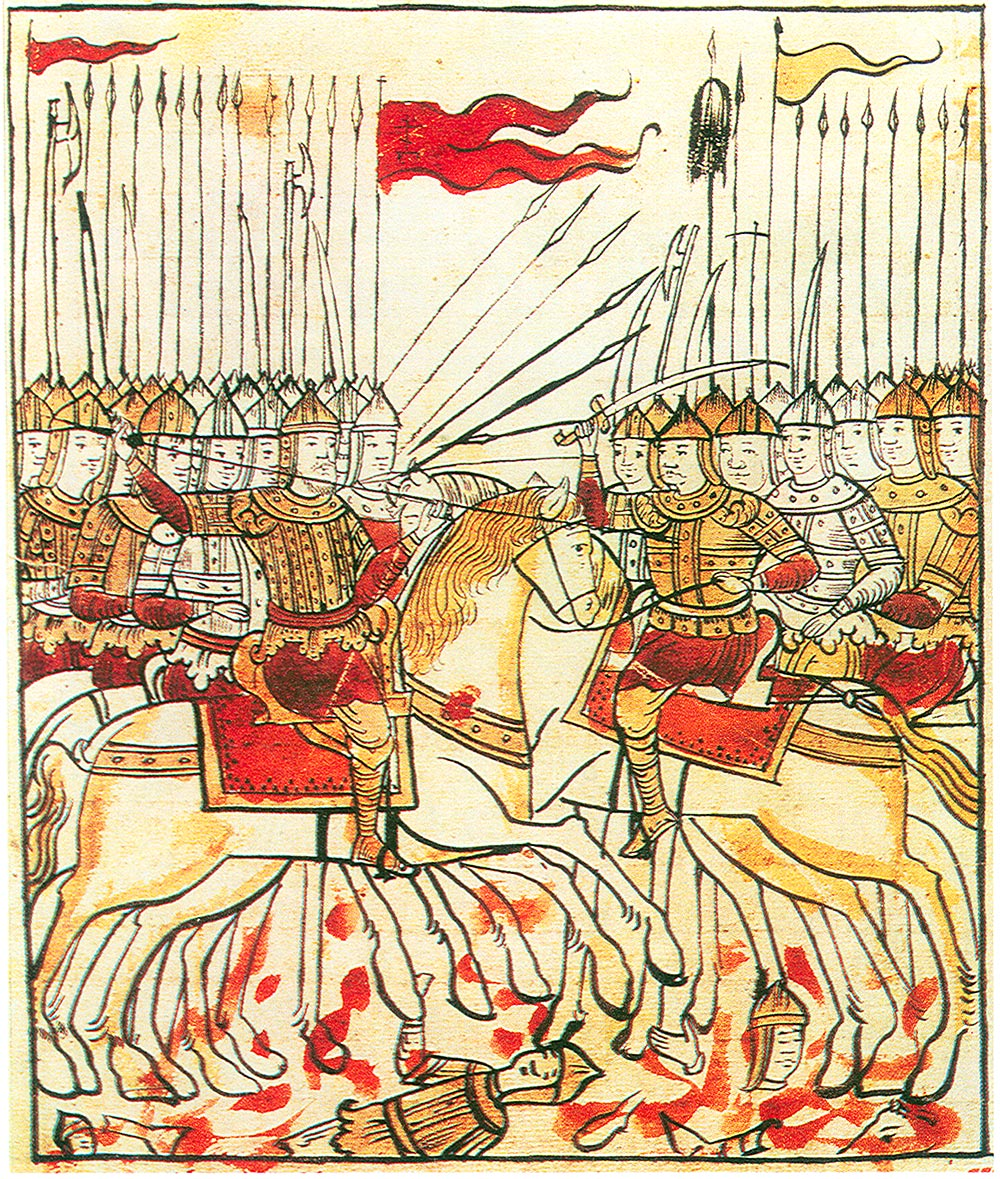
Битва на Куликовом поле в 1380 году, видны и стяг у русского войска, у противника бунчук. Из рукописи «Сказание о Мамаевом побоище», XVII век.

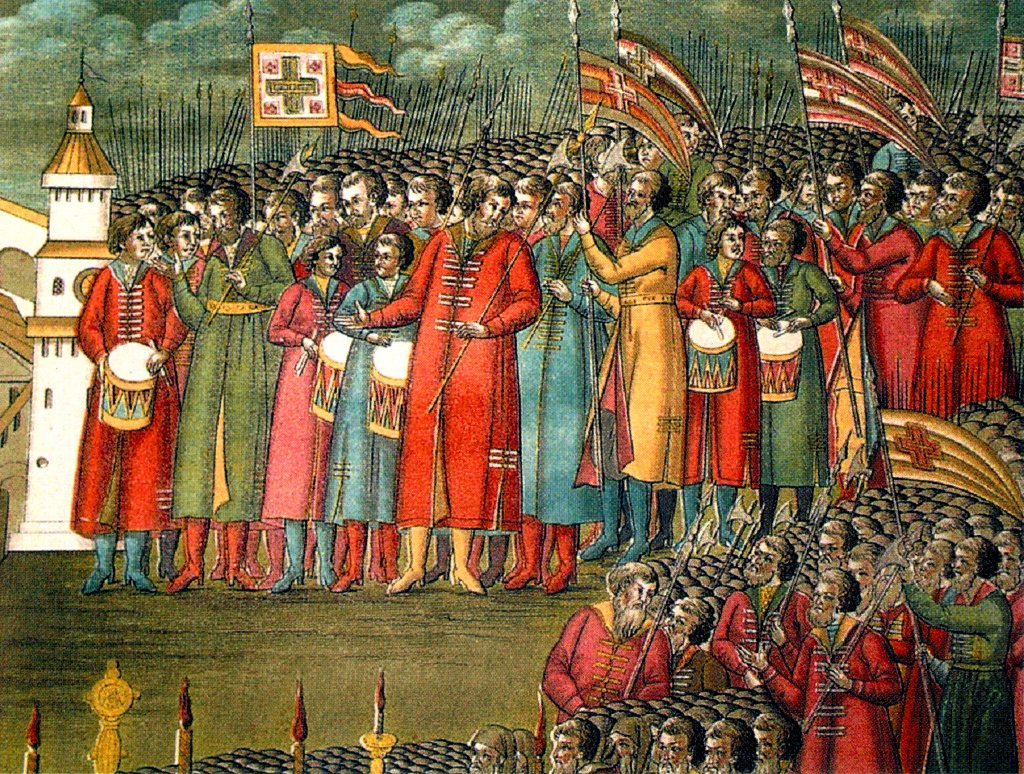
Стрелецкая пехота, с прапором (три откоса) и стяги, на рисунке 1672 года

Прапор (штандарт) Лионского короля 1147 год.

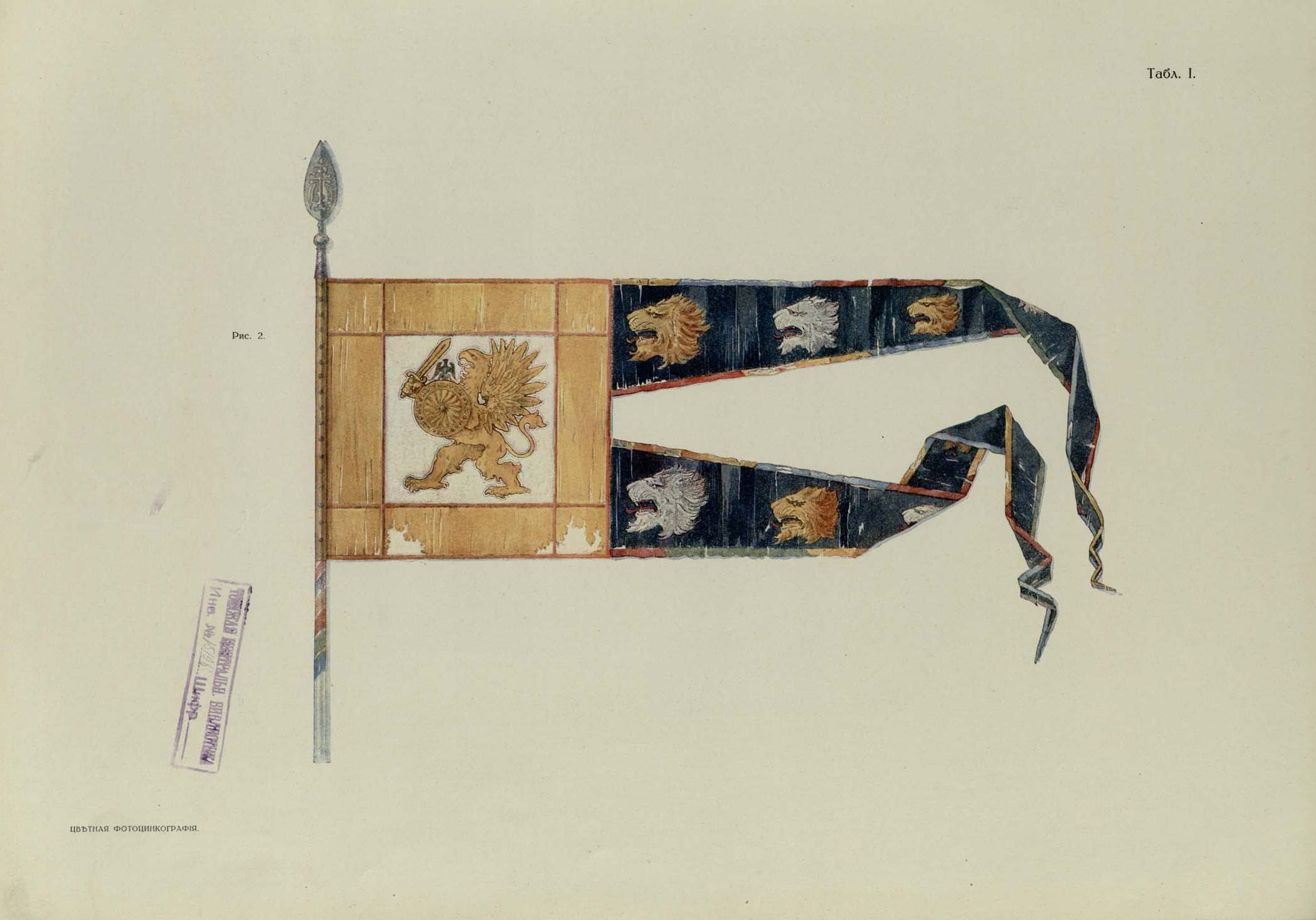
Гербовой прапор боярина Никиты Ивановича Романова.

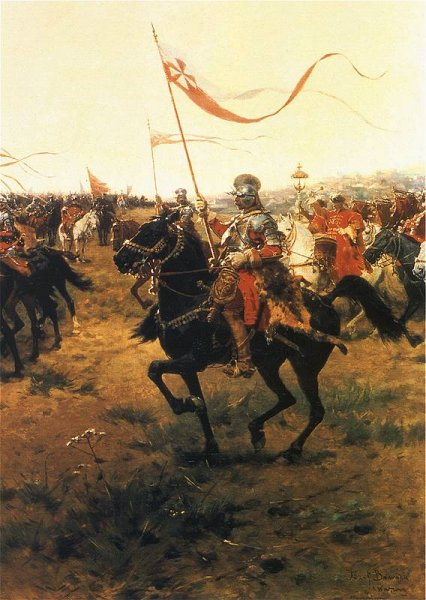
Картина Ю. Брандт «Гусар», виден прапорец

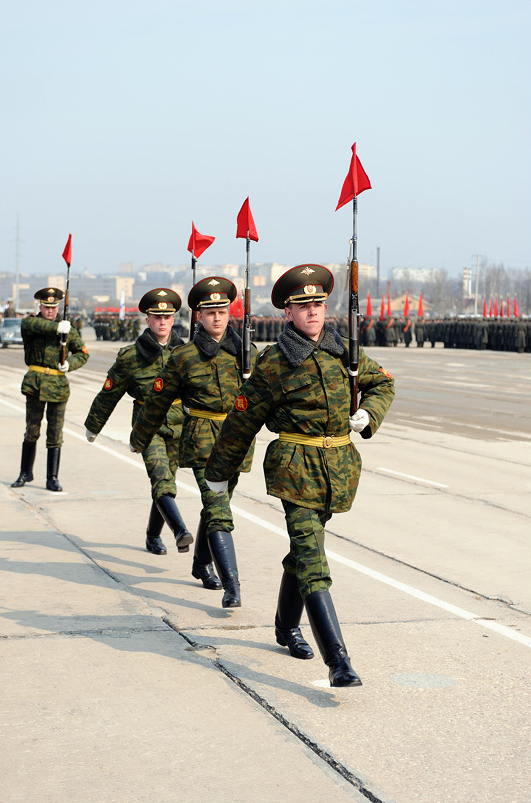
Прапорцы на штыках карабинов линейных роты почётного караула.

Пра́пор (флажок) — небольшое персональное знамя в коннице войска, с длинными хвостами, личный знак родовитых людей.
В России прапоры появились не ранее XVI века, изначально использовались боярами. В XVII веке прапоры получают широкое распространение, к концу столетия прапором обладают все крупные должностные лица.
Ранее словом прапорец (значок, флюгер) называли флажок на копье или само копьё с флажком, сейчас флажок на штыках карабинов линейных роты почётного караула. В Польше прапорец — вымпел.

## Этимология
Происходит от праславянского *роrроrъ, связанного чередованием гласных со словами перо, парить и означавшего нечто летучее, подвижное.

## Строение
Прапоры отличались размерами, изображениями, отделкой, богатством украшений.
Прапор состоял из прямоугольной середины, к которой пришивался один, два или три треугольных откоса. Откосы назывались хвостами, яловцами и лопастями. Середина прапора опушалась каймой. Откосы опушались каймой другого цвета. Середина и откос могли также опушаться бахромой. Древки такие же, как у сотенных знамён, навершия древков «на копейное дело».

## Типы
Прапоры были государевыми, боярскими и ближних людей, начальных людей.

### Государевы
Государевы прапоры изготовлялись из шелковых тканей различных цветов. Изображения вышитые или писанные серебром, золотом и красками.
Государевы прапоры двух типов. Один тип государева прапора в военных походах перемещался вместе с царской казной, их возили перед царским обозом. Они всегда имели два откоса. На обеих сторонах изображался двуглавый орёл (царская печать), на откосах писали солнце, месяц, звёзды и мифических зверей. Древки золочёные, иногда расписанные красками по золочению. В навершии располагалось длинное копьё с тонким лезвием. На лезвии наносилось прорезное изображение орла, над ним 8-конечный крест.
Второй тип прапора водружался над царским шатром. Они были меньшего размера, чем прапор первого типа, и имел один откос. Середина прямоугольная размером 10 или 12 вершков. На середине писался двуглавый орёл с коронами, в середине орла изображались солнце и месяц. На откосе писали грифа, льва, змея летучего, по кайме изображали травяной узор. Навершия «на копейное дело», гладкие и прорезные, железные и медные, золочёные, серебрёные и лужёные.
Известны прапоры с изображениями печатей Астраханской, Пермской, Псковской и Владимирской.

### Боярские
Боярские прапоры изготовлялись по образцу государевых прапоров, но в центре изображали личные и родовые печати или другие знаки по желанию владельца.
Боярские прапоры бывали двух типов: большие и малые. Большие боярские прапоры возили перед воеводой в военном походе. Малые прапоры следовали в боярском обозе, устанавливались над боярскими шатрами. Боярские прапоры (и прапоры ближних людей) также использовались на посольских съездах и на переговорах по обмену военнопленных.
Некоторые имели несколько прапоров с разными изображениями, что свидетельствует об отсутствии у них родового герба. Никита Иванович Романов имел два прапора. Один из рисунков прапора из его коллекции с гербом литовского рода Ходкевичей грифоном с мечом послужил основой для создания в XIX веке герба дома Романовых. Другой по описи 1687 года представлял собой «знамя со следующим изображением: вверху из облака простираются три руки: одна с крестом, другая с венцом, третья с мечом; посредине орёл — тафта чёрная, на нём клеймо из тафты красной с надписью золотом: боярин Никита Иванович Романов; кайма объярь чёрная с нашивками из тафты разных цветов, кругом шелковая разноцветная бахрома».

### Прапоры сотенных голов
Прапоры, аналогичные боярским, имели головы Государева полка. Иногда на встречах иностранных послов царь распоряжался не вывозить сотенные знамёна, а головам быть со своими знаками.
В последней четверти XVII века прапоры сотенных голов изготовлялись в казне по единому образцу. Они всегда имели два хвоста, середина квадратная длиной около аршина, длина хвостов до трёх аршин. В середине писали государеву печать (двуглавый орёл), на откосах изображали льва, инрога, грифа, змея летучего, травы и звёзды. Такие прапоры выдавали только при назначении на службу.

### Стрелецкие
В конце XVII века появляются прапоры стрелецких начальников — стрелецкий голова.
Стрелецкие прапоры строились по образцу боярских, в центре изображали Спасителя и Богородицу, лики святых угодников, архангелов и ангелов. Прапоры полковников, полуполковников, майоров и квартирмейстеров с двумя откосами, прапоры капитанские — с одним откосом.